# Tututawa
 (janvier 2025).
Le contenu est difficilement compréhensible vu les erreurs de traduction, qui sont peut-être dues à l'utilisation d'un logiciel de traduction automatique.
Tututawa est une localité et surtout un centre rural de l’est de la région de Taranaki, située dans l’île du Nord de la Nouvelle-Zélande.

## Situation
La ville de Tututawa est localisée à 26 km à l’est de la ville de Stratford. Elle est centrée à 5 km  au sud de la route de Ohura, située à l intersection de ‘Mangaotuku Road’ et de ‘Tututawa Road’. qui est la route State Highway 43 ou SH 43 (en).
Tututawa est nichée dans une vallée, positionné à approximativement 150 m au-dessus du niveau de la mer, au sein de blocs rocheux de grès et de grauwacke, qui forment la crête.
Dans le secteur, on trouve les localités historiques de ‘Tewheniwheni’, ‘Mangaehu’ et ‘Tawhiwhi’.

## Population
La localité a une population d’approximativement 40 habitants.

## Géographie

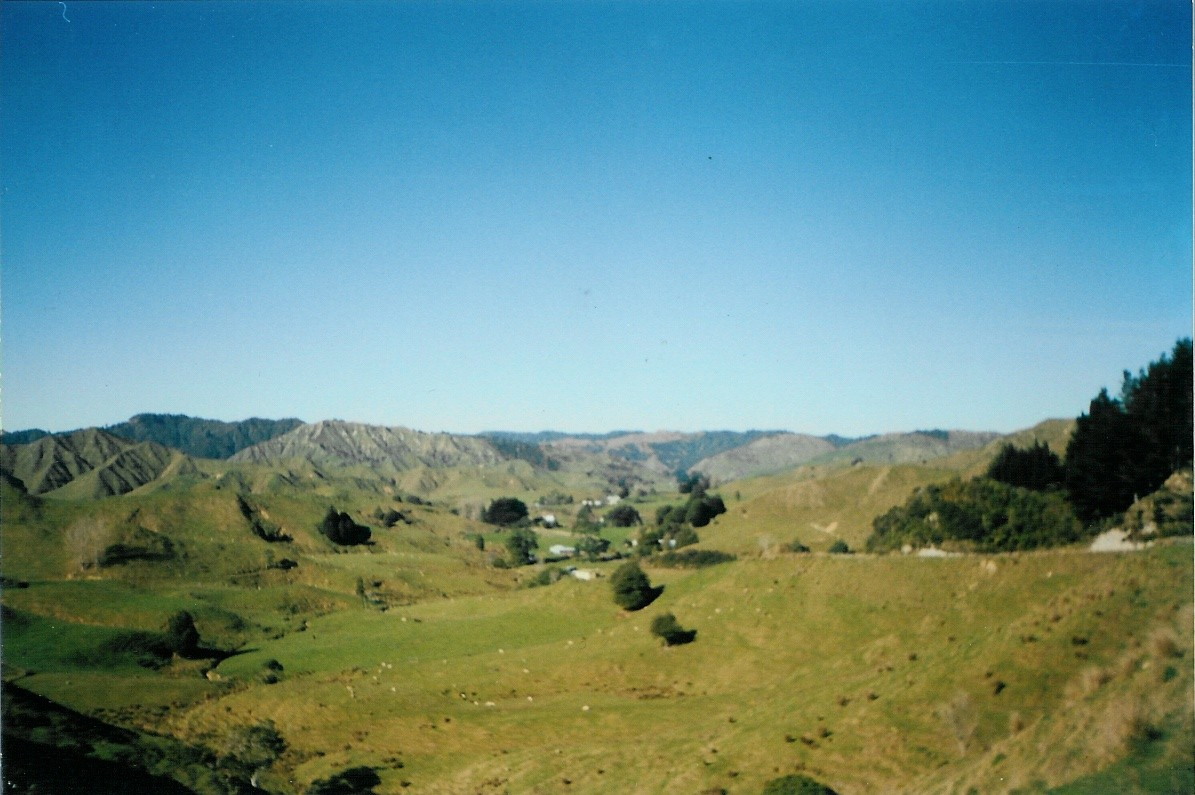
En regardant vers le sud en direction de Tututawa à partir du col de Tututawa Saddle, avec le village de Tututawa vers la gauche et Waitiri trig à distance

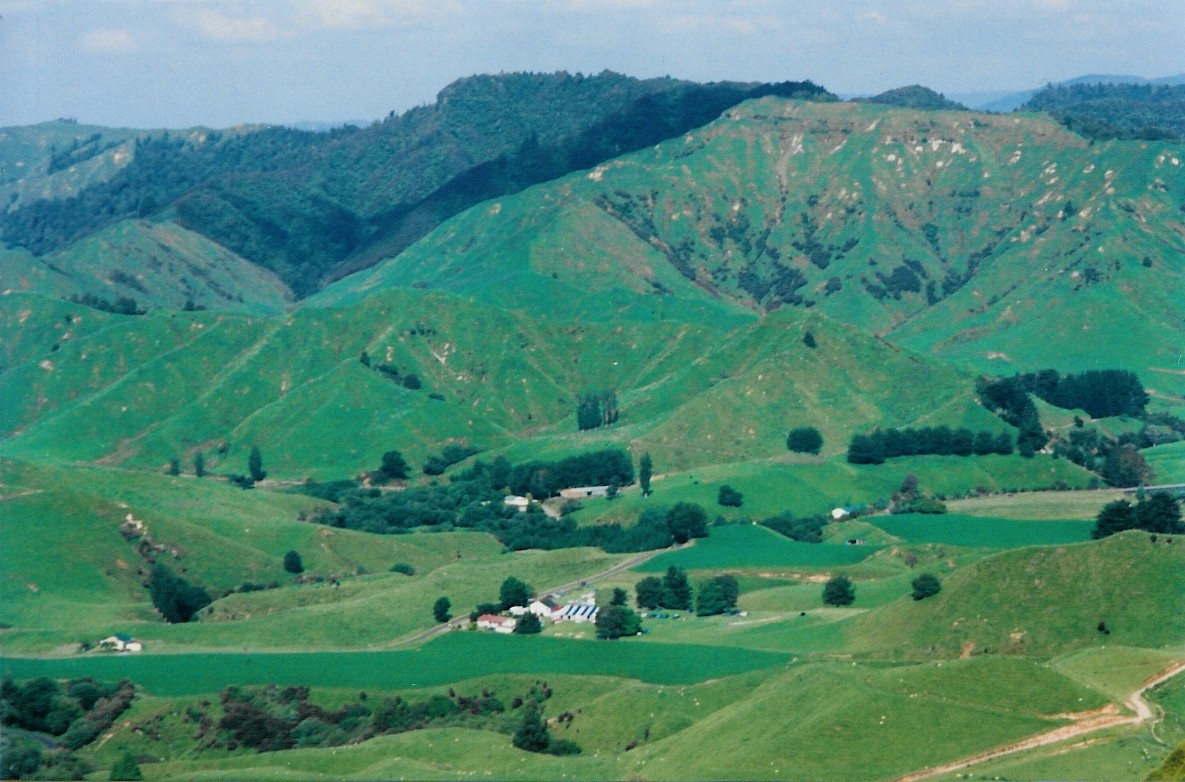
En regardant vers le sud-est en direction de Tututawa à partir de Mangaotuku trig. Mangaotuku Stream et Mangaotuku Road vont de gauche à droite en direction du pont de la rivière Mangaehu.
Le cours d'eau :Tututawa Stream et et la route :Tututawa Road aboutissent à Mangaotuku situé parmi les saules et la tour du Tututawa trig est au-dessus dans l’arrière-plan

On entre dans la vallée à partir du nord via le col de Tututawa Saddle et la route de Mangaotuku Road, qui suit les méandres du cours d’eau Mangaotuku Stream.
Au niveau du Tututawa, le cours d’eau « Tututawa Stream » alimente le torrent Mangaotuku Stream », et à son tour, le « Mangaotuku » qui rencontre la rivière « Mangaehu Stream ».
De même la route de Tututawa,qui circule le long de la vallée du ruisseau « Tututawa Stream », rencontre la route de Mangaotuku et la route de Mangaotuku, pour aboutir plus loin à la route nommée :Mangaehu Road.
La vallée est entourée par quatre pics élevés: Le « Mangaotuku trig » (365 m d’altitude) vers l’ouest, le « Popuanui » (443 m) vers l’est, le « Tututawa » (451 m) vers le sud-est et le pic « Waitiri » (490 m) vers le sud.
Un pont franchit le torrent « Mangaehu Stream » vers le sud et la route s’étire à travers une petite plaine ouverte en direction de l’intersection de Mangaotuku, Mangaehu et de Soldiers Roads’.
Mangaehu Road suit le fond de la vallée de la partie supérieure de Mangaehu Stream en direction de l’est vers les villages de « Puniwhakau », Makahu et « Aotuhia », complétant une boucle vers la localité de Strathmore ou se situe la route State Highway 43/S H 43 (en).
Le torrent « Tewheniwheni Stream » se déverse dans le « Mangaehu Stream » vers l’est de « Tututawa trig », alors que le « Pipi Stream » s’écoule vers le nord vers le Mangaehu à partir du Waitiri trig.
Soldiers Road suit le torrent « Mangaehu Stream » sur à approximativement 5km vers l’ouest, où il se bifurque dans ses deux affluents.
Tauwharenikau Road suit le torrent du même nom vers le sud-est en direction du Waitiri trig.

## Économie et culture
L’économie de cette zone est de façon prédominante agricole, basée en particulier sur le élevage bovin, l’élevage ovin avec une poignée d’ élevage laitier.
Rivendell Gardens, qui est un élément caractéristique du Festival de la région de Taranaki, marqué par des rhododendrons, est localisé sur la route de Tauwharenikau.
Des centres de vie de la communauté sont situés au niveau de « Tututawa Hall » : une installation qui fut autrefois utilisé comme école.
Tututawa est le domicile du club de la Mangaehu concours de chiens de troupeaux (en),qui a produit un certain nombre de champions nationaux dans le cadre des compétitions de chiens, ainsi des compétitions de tonte de moutons et de bûcheronnage sportif.
La chaîne de Matemateaonga (en) en direction de l’est, est populaire pour la chasse au sangliers et aux cerfs.

## Histoire

### Village Māori

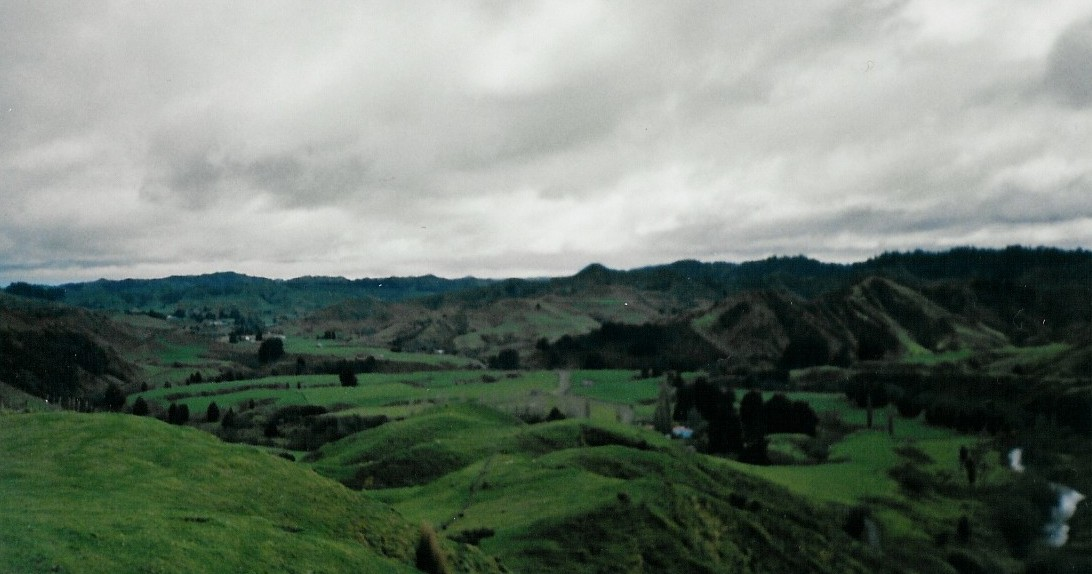
En regardant vers le nord à travers la plaine de Tututawa bordé par le ruisseau « Mangaehu Stream », vers la jonction de Mangaotuku Stream et Tututawa à distance

La localisation possible de « Makama », un village des Ngāti Ruanui (en) visité par le Rev. Richard Taylor en 1846.

## Toponymie
Le nom de Tututawa est dit signifié « bird snares set in Tawa trees »,(collets à oiseaux installés dans l’arbre tawa) et ceci est affirmé par une population significative de pigeon des bois ou wood pigeon ou kereru, qui se nourrissent dans les baies pourpres de arbres de type Tawa restant.
Le nom est probablement donné par le hapū des Inuawai de la tribu des Ngāti Ruanui (en), qui autrefois vivaient le long du torrent Mangaehu Stream et ses affluents.
Le révèrent Richard Taylor visita ces villages en décembre 1846 et décrivit une place appelée « Makama »' – "une petite plaine ouverte avec deux cottages".
L’historien Ian Church (en) a écrit.
citation:Ils atteignirent le premier village de Makama – “ une petite plaine ouverte avec deux cottages à l’intérieur” – où plusieurs personnes était au travail au niveau de leur culture.
Alors que Taylor était en train de marcher avec une douzaine d’entre eux, un tremblement de terre sévère secoua le sol pendant environ 2 minutes;
les Maori locaux dirent qu’ils pouvaient se souvenir d’un tremblement de terre, quand ils ne peuvent tenir sur leurs pieds.
Dans l’après-midi, des prières furent dites dans leur lieu de rassemblement :
Le chemin suivait en remontant la rivière Mangaotuku  “à travers une série d’une plaine ondulée et herbeuse”.
Selon l’église, les colons européens ont découvert le site d’un village près de Tututawa et des évidences archéologiques ont été identifiées sur le site d’une occupation le long du torrent nommé Mangaehu Stream, les deux en amont et en aval à partir d’une jonction avec le Mangaotuku.
Tututawa est localisé dans la proximité immédiate du chemin historique de « Kaharoa Track », qui suit la chaîne de Kaharoa (en) et la vallée de Mangaehu, reliant la ville de Patea en direction de Taumatamahoe Track.

### Colonisation européenne

#### Achat et colonisation
Le 16 décembre 1875, le Gouvernement de la Nouvelle-Zélande acheta 61 200 acres (247,667612904 km2) du bloc dit de « Mangaotuku » aux Ngāti Ruanui (en) et aux Ngāti Maru (en) pour 7 650 £.
Mais au cours des années 1880, le gouvernement s’absteint de développer ou de vendre ces terres, ou d’en acheter d’autres.
Charles Brown (en) négocia l’achat par le privé du secteur des blocs de Toko, Huiakama et Pohokura, et les vendit à  Thomas Bayly en juin 1884.
En 1891, au niveau de Palmerston North, le cordonnier Charles Stepney Gatton forma la « Palmerston North Land Association » pour tirer avantage du projet de la colonisation des terres du Gouvernement Libéral.
Une partie des blocs de Mangaotuku, Toko et Huiakama, dans le secteur sud de Ohura Road entre les villes de Douglas et Strathmore, furent vendues aux associations.
Le lotissement du secteur pour 80 hectares fut assuré en 1894 et le succès commença à arriver en 1896.

#### Ascension et faillite
En juillet 1898, Robert Bennett Brickell et G. Moir intervinrent au près du gouvernement pour obtenir une amélioration de la ‘Mangaotuku Road’.
En 1900, une zone de 44 sections du centre-ville, fut délimitée avec des sites réservés pour une école, une laiterie, la police, les bâtiments du gouvernement, un cimetière et des réserves de loisirs, qui furent arpentées par William Theodore Morpeth, qui lui donna le nom de Mangaehu.
Une crémerie fut établie par la Crown Dairy Company (en) en 1900, plus tard repris par la coopérative de la ville de Stratford en 1903.
D’autres actions de lobbing, intervinrent plus tard, vis-à-vis du gouvernement de la part de Brickell et Moir, qui conduisirent à l’établissement de l’école primaire de Tututawa le 25 février 1901. Un hall de la communauté qui fut ouvert le Modèle:Date -, et bientôt un bureau de poste, une installation de téléphonie, un magasin de détail, un boucher et un maréchal-ferrant, qui opérèrent aussi dans le village.
Tututawa Road à cette époque traversait le col près de Tututawa trig et descendait la vallée de Tewheniwheni pour compléter la boucle de Tewheniwheni sur la route de ‘Mangaehu Road’.
La route, maintenant fermée, de Waitere Road fournissait un lien vers le village d’Omoana, grimpant par étape vers « Waitere trig » et suivant les zones atteintes dans la chaîne de Kahaora (en), où un certain nombre de familles s’installèrent.
En 1906, il devint clair que les 80 hectares n’étaient pas suffisants pour les colons et l’année suivante, on vit qu’un certain nombre des colons initiaux étaient déjà repartis.
La « Puniwhakau Dairy Company », une coopérative locale, reprit la crémerie de la « Crown Dairy Company » en octobre 1905, mais en 1911, elle avait amassé un supplément de 2.800 £ de dettes.
La compagnie fut reconstruite sous le nom de « Tututawa Co-operative » en 1914.
En 1908, John Barrett Norris, autrefois enseignant en Irlande, ouvrit une école dans son domicile près de « Tewheniwheni », connue sous le nom de « Mangaehu School ».
L’école eu une durée de vie courte, fermant dès 1917.
À la suite de la Première Guerre mondiale, 1 243 hectares, le long de ‘Soldiers’, ‘Perry’ et ‘Tauwherinikau Roads’, connu sous le nom de « Tawhiwhi settlement », furent subdivisés en 10 fermes pour être données aux soldats.
En octobre 1925, toutefois, un seul colon restait au niveau de « Tawhiwhi » du fait des difficultés économiques et des problèmes d’accès.
La société « Tututawa Co-operative Dairy Company » fut liquidée en 1926.

#### Sports et activités sociales
Les journées de sports et de pique-niques furent une forme populaire de divertissement de la communauté dès les premiers temps, souvent tenus sur des terrains des écoles.
Le club de Mangaehu de dressage de chiens de troupeaux (en) fut formé en 1925, et jusqu’à ce jour les épreuves annuelles restent un point focal de la vie communautaire et une attraction national pour les ‘trialistes’.
Le comité du domaine de Tututawa fut formée en 1931, contribuant à la construction de courts de tennis et des installations attractives entourées par le maquis et les pelouses.
A cette époque, une branche de la division des femmes de la WDFF (en)) fut aussi établie ici.

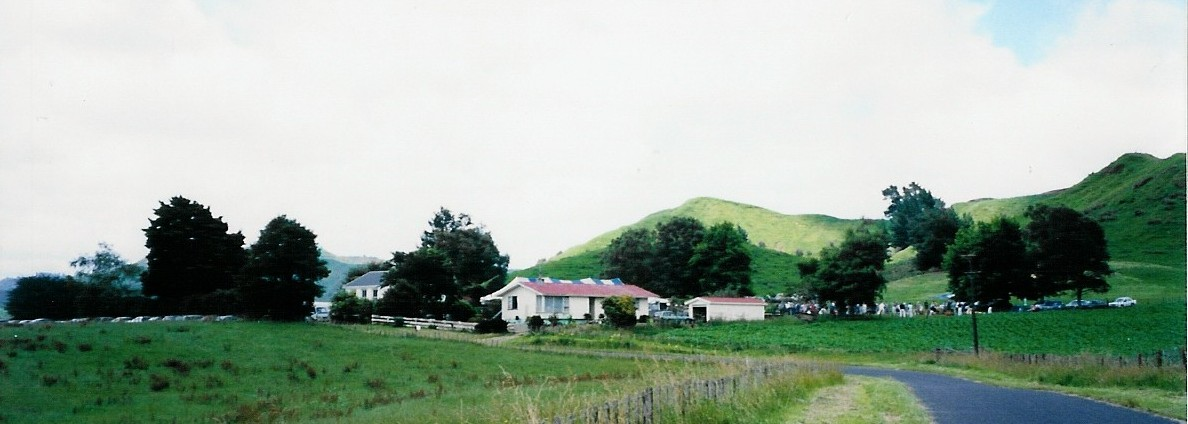
Tututawa Hall et l’ancien bâtiment de l’école durant les fêtes du centenaire du district en 2001

#### Déclin
Alors que l’ électricité atteignit Tututawa en 1953, la même année vit la fermeture du bureau de poste, suivit trois ans plus tard par le bureau du téléphone.
Le board du Domaine et la compagnie du Hall fusionnèrent et le conseil du conté reprit en charge toutes les installations l’année suivante en 1964.
Le déclin des effectifs de l’école conduisit à la consolidation avec la ville de Douglas en 1969, aidée par l’amélioration de la route de Mangaotuku Road au niveau du col de « Tututawa Saddle ».

#### Fusion
Durant les quatre dernières décades, la population a continué à décliner, avec la fusion des fermes.
Toutefois la zone continua d’être largement productive et économique avec des terres de fermes pour l’élevage des moutons et des boeufs.

## Autres lectures
- (en) Golden jubilee: Tututawa School 50th anniversary, 1901–1951, n.p., n.p., 1951
- (en) Ian N. Church, The Stratford Inheritance, Waikanae, [N.Z.], Heritage Press, 1990
- (en) S. Tipler, Tututawa School and Districts Centennial, 1901–2001, Stratford, [N.Z.], n.p., 2001